# Andreas Bohnenstengel

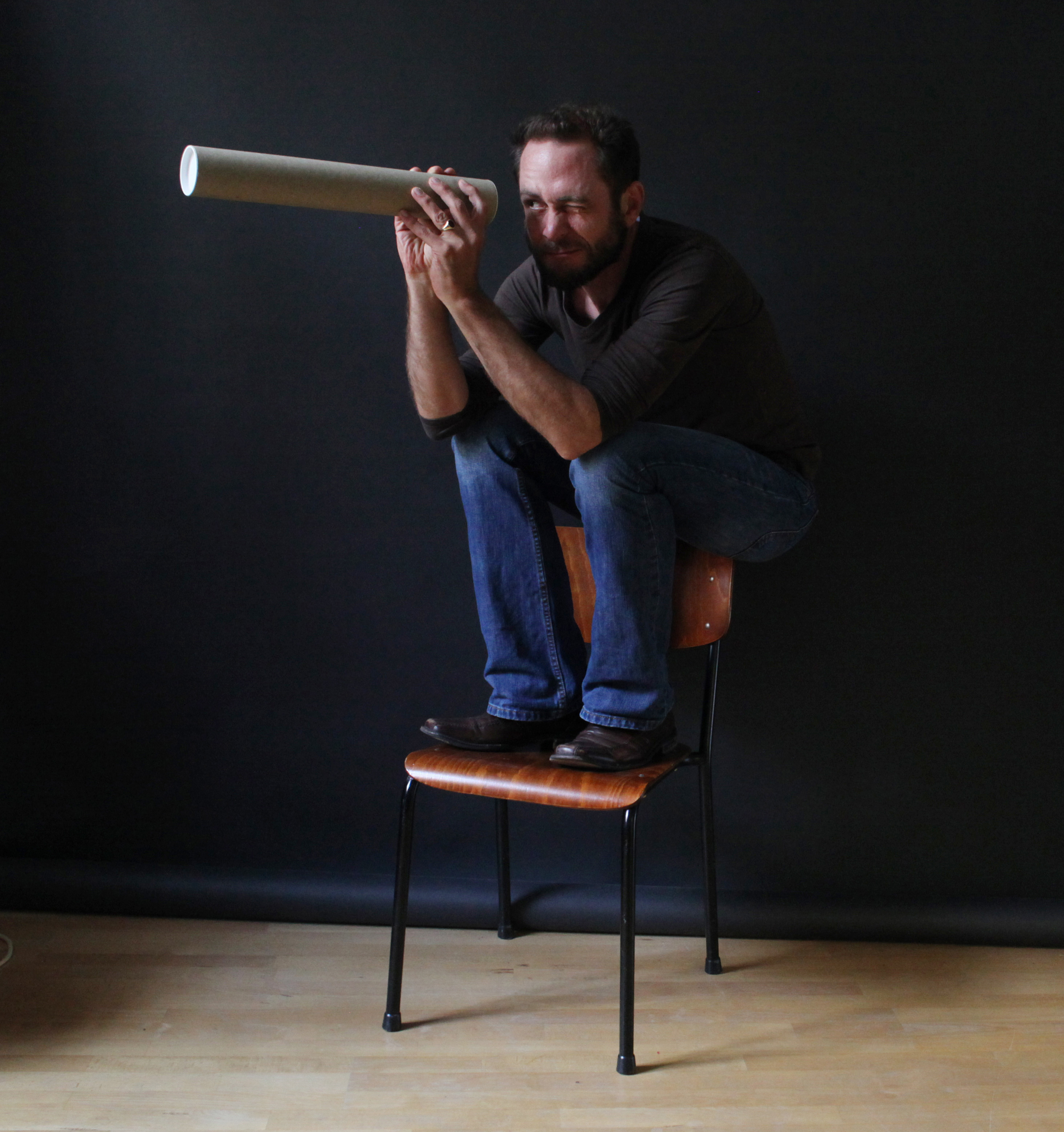
Andreas Bohnenstengel (2013)

Andreas Bohnenstengel (ur. 9 czerwca 1970 w Monachium) – niemiecki fotograf.

## Życiorys
Bohnenstengel rozpoczął w 1991 roku jako fotograf prasowy dla regionalnej gazety Münchner Merkur.' Następnie pracował dla magazynów takich jak Der Spiegel, Stern i inni. Od 2004 roku uczył fotografii m.in. w Schule für Gestaltung w Ravensburgu. W swoich pracach koncepcyjnych omawia zjawisko społeczeństwa. Dzieło Bohnenstengela odbywa się w stałej kolekcji Niemieckie Muzeum Historyczne w Berlinie.

## Nagrody
- 1995: Medienpreis für Sozialfotografie[2]
- 1996: Kodak European Gold Award[3]
- 1997: Die 100 besten Plakate des Jahres 1997. Poster: Glückskinder[4]
- 1999: Auszeichnung Deutsche Städtemedien, Kulturplakat des Monats[5]
- 2001: Nikon Photo Contest International[6]

## Wystawy

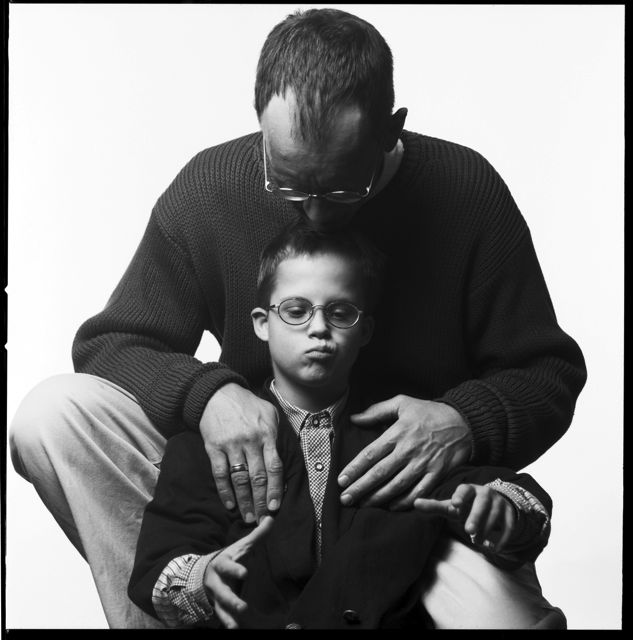
Andreas Bohnenstengel: People with Down's syndrome - father and son, 2000. Obraz z książki i wystawy Ich bin anders als du denkst

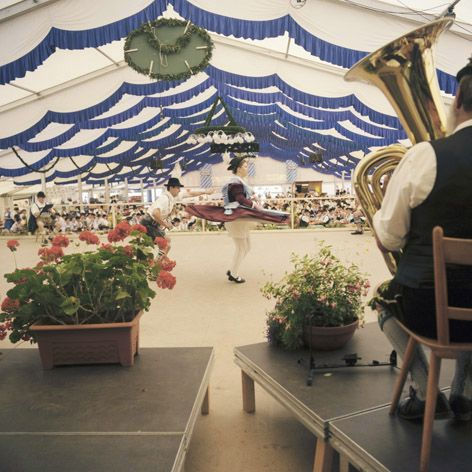
Gaudirndldrahn. Fotografia z serii homeland podczas wystawy Pressefoto Bayern 2001 na terenie Maximilianeum w Monachium

- July 1993: Gewalt: In der Welt habt ihr Angst. Solo exhibition about asylum seekers at the 25. German Evangelical Church Assembly, Munich[8]
- August 1993: Eine Bühne für das Alter. Solo exhibition about elderly people, retirement home Maria Eich Krailling[9]
- September 1993: Flüchtingscontainer.  Exhibition at „Fremde Heimat München“ culture festival with a series on life in a shelter, Munich[10]
- December 1993: Willkommen im Würmtal. Solo exhibition about asylum seekers, Gräfelfing[11]
- September 1997: Alt und Jung. "Old and Young" - Exhibition participation and first prize, Aspekte Galerie Gasteig, Munich[12]
- November 1997: Glückskinder. Solo exhibition Seidlvilla, Monachium[13]
- October 1998: Exhibition participation at the 1. Schömberger Fotoherbst - Festival für klassische Reise - und Reportagefotografie, Schömberg (Schwarzwald)[14]
- October 1999: Ich bin anders als du denkst. Solo exhibition about young people with Down-Syndrom, Pasinger Fabrik, Munich. Touring exhibition with 30 locations[15]
- December 1999: Der fremde Blick. Solo exhibition on transcultural encounters, culture centre Unna[16]
- June 2000: Es ist normal Verschieden zu sein. Touring exhibition 40 years of Lebenshilfe, Munich and other locations
- February 2001: Werkschau. Slide projection at Kunstpark Ost, Munich[17]
- October 2001: ALTerLEBEN. Solo exhibition about older People with disabilities, for 30th anniversary of Vereinigung für Jugendhilfe Berlin e.V.[18]
- October 2001: Exhibition participation at the 4. Schömberger Fotoherbst - Festival für klassische Reise - und Reportagefotografie, Schömberg (Schwarzwald)[19]
- December 2001: Brauchtumspflege in Bayern: Gaupreisplatteln. Exhibition participation and award Pressefoto Bayern 2001, Maximilianeum Monachium[20]
- June 2002: Photo installation Augenblicke, Regensburg and other locations[21]
- October 2002: Menschen mit Down-Syndrom begegnen. Solo exhibition at the  Zentrum für natürliche Geburt, Munich. Start of Touring exhibition[22]
- October 2002: Augenblicke. Solo exhibition in the Galerie der Gegenfüßler der IG Medien in ver.di Bayern, Munich[23]
- May 2003: Habe Hunger und kein Bett. Participation in an art and social project on homelessness, Pasinger Fabrik, Munich[24]
- July 2003: Menschen mit Down-Syndrom begegnen. Solo exhibition at the Bayerischen Sozialministerium, part of the European year of disabled persons
- August 2005: 24 Stunden im Leben der katholischen Kirche, Exhibition at World Youth Day 2005 in Cologne[25]
- January 2008: Treffpunkt Leben. Jung und Alt im Austausch. (Supporting a class of design students of the sfg-Ravensburg as a lecturer) Exhibition and book. Seniorenzentrum St. Vinzenz, Wangen im Allgäu[26]
- November 2014: Kein Ort, nirgends?. Solo exhibition at the Tagungshaus Helmstedt at the conference of Kriegsenkel e.V.[27]
- March 2015: Kriegsenkel. Solo exhibition at Spirituelles Zentrum St. Martin, Munich[28]
- June 2015: Von Rössern, Reitern und Händlern: Der Roßmarkt damals. Photo installation Viehhof, Munich[29]
- July 2017: Kunst im Viehhof - poster competition. Awards for the poster „Feste feiern wie sie fallen“[30]
- July 2017: Der Pferdemarkt München - Pictures from a previous world. Solo Exhibition at the Sendlinger Kulturschmiede, Munich[31]